# 卡圖比戰役
卡圖比戰役（Siege of Catubig）是一場發生於美菲戰爭期間的戰役。1900年4月中旬，菲律賓游擊隊向美軍步兵團的一個分支發動奇襲，並在經過四天的血腥戰鬥後，攻陷卡圖比（Catubig）。一年之後，薩馬島再度爆發類似的攻擊事件巴蘭吉加屠殺，造成美軍超過四十人陣亡。

## 外部連結
- The Battle of Catubig by Quintin Lambino Doroquez （页面存档备份，存于）